# Astronidium fraternum
Astronidium fraternum es una especie de planta fanerógama de la familia  Melastomataceae. Es endémica de  la Polinesia Francesa en Moorea, Raiatea y Tahití.